# Tutti gli intellettuali giovani e tristi
Tutti gli intellettuali giovani e tristi è il romanzo d'esordio di Keith Gessen, fondatore della rivista N+1.

## Trama
Nel romanzo Keith Gessen racconta la vita di tre uomini: Sam, Mark e Keith. Tutti e tre sembrano essere degli alter ego dell'autore, il quale narra un decennio di storia americana, dall'era Clinton all'era Bush, attraverso le sue esperienze personali.

## Corrispondenze tra la vita reale e il romanzo
Nel romanzo Keith prende spunto dalla sua vita privata, inserendo così alcuni personaggi del mondo reale nella sua storia, citandoli però attraverso degli pseudonimi.
| Fictional      | Real-life    |
| Keith          | Keith Gessen |
| Sasha          |              |
| Mark Grossman  |              |
| Samuel Mitnick |              |
| Lauren         | Kristin Gore |
| Prof. Lomaski  | Noam Chomsky |
| Morris Binkel  | Lee Siegel   |